# Bernd Drogan
Bernd Drogan  (n. 26 octombrie 1955, Döbern, Brandenburg) este un fost ciclist german. Realizarea lui cea mai importantă a fost în anul 1982 când devine într-un mod detașat campion mondial la ciclism rutier. Mai mulți ani la rând este ales în RDG sportivul amului. În afară de aceste realizări sportive, el câștigă cu echipa două titluri de campion mondial, o medalie de bronz la individual, și o medalie olimpică de argint. În anul 1984, din cauza boicotului provocat de țările socialiste, nu poate lua parte la Jocurile Olimpice. Bernd Drogan a făcut parte din clubul sportiv SC Cottbus, fiind antrenat de Eberhard Pöschke. În anul 1986 se retrage din viața sportivă, practicând ca profesor de sport. După reunirea Germaniei a lucrat ca bibliotecar și ulterior deschide o prăvălie cu articole de sport. Ulterior va antrena echipa de ciclism a clubului sportiv din landul Brandenburg. În timpul liber întrepinde curse de ciclism cu întreceri pe distanța de 100 km.

## Palmares
Campionatul mondial de ciclism
- 1975 locul 6 cu echipa RDG
- 1981 campion mondial la 100 km cu echipa
- 1979 campion mondial cu echipa RDG și locul 3 la individual
- 1982 campion mondial la individual

Jocurile Olimpice
- 1980 locul 2 cu echipa RDG

Cursa Păcii
- 1975 locul 11
- 1977 locul 6 și câștigătorul etapei 7
- 1979 locul 8 și câștigătorul etapelor 7, 12 și 13

Turul RDG
- 1978 locul 1
- 1979 locul 1
- 1982 locul 1

Alte competiții de ciclism
- 1982 câștigă Premio La Farola